# Baeotis felicissima
Baeotis felicissima är en fjärilsart som beskrevs av Otto Thieme 1907. Baeotis felicissima ingår i släktet Baeotis och familjen Riodinidae. Inga underarter finns listade i Catalogue of Life.